# Фабричное законодательство Германии в XIX веке
Фабричное законодательство Германии в XIX веке — свод законопроектов регулировавших отношения между наёмными рабочими и их нанимателями.

## История
Ряд законопроектов в Англии в начале XIX века смягчили условия труда и уменьшили длительность трудового дня. Примеру Англии позже последовала и Пруссия. Законом и последовавшим за ним королевским приказом 1839 г. приём малолетних на фабрики и горные заводы допускался не ранее 9 лет, продолжительность работы их была ограничена 10 часами в день, ночная же, воскресная и праздничная работа воспрещена. Закон предписывал также некоторые правила в целях улучшения положения рабочих в санитарном и нравственном отношениях.
Законом 1849 г. была воспрещена расплата с рабочими товаром . Надзор за выполнением законов был возложен на общую полицию, и потому применение их в действительности было очень слабое.
В 1853 г. первоначальные правила 1839 г. были значительно расширены:
- малолетние могли быть допускаемы к работе не раньше 12-летнего возраста;
- работа их до 14 лет ограничена 6 часами в день, причём установлено обязательное посещение ими школы по 3 часа ежедневно.

Вместе с тем учреждены особые должности фабричных инспекторов, но лишь факультативно — «там, где окажется надобность». Подобные узаконения были изданы и в прочих германских государствах. В 1869 г. по образовании Северогерманского союза был издан общий промышленный устав, в основание которого легли прусские законы, а с учреждением Германской империи этот устав в течение 1871—1873 гг. был распространён и на прочие германские государства. Законом 1891 г. в устав введены более или менее существенные изменения, причём возраст малолетних, допускаемых к работе, был повышен до 13 лет.
Действовавший промышленный устав распространялся на все виды промышленного труда, но не все его постановления относились одинаково ко всем предприятиям. Из правил, регулирующих время и продолжительность труда, на все виды последнего распространялся лишь закон о воскресной и праздничной работе; правила о работе малолетних, подростков и женщин действуют только на фабриках, на горных заводах и промыслах, на верфях, на всякого рода строительных работах, на таких кирпичных заводах, каменоломнях и открытых разработках минералов, где работа не имеет ограниченного размера и временного характера, и, наконец, в мастерских, в которых элементарными силами (паром, водой, электричеством и проч.) пользовались не для одних лишь временных работ. На последний род заведений правила промышленного устава могли быть распространены только после издания на этот предмет императорского указа, последовавшего лишь в 1900 г. На ремесленные заведения, не пользующиеся механическими двигателями, сказанные правила могли быть распространены, целиком или частью, императорским указом, что и было сделано в 1897 г. для портняжных и белошвейных мастерских, к которым применены все постановления о работе малолетних, подростков и женщин. Мастерские, в которых работают исключительно члены одного семейства, вовсе не подчинены действию промышленного устава.
По общим правилам малолетние моложе 13 лет на работу о всех вышеперечисленных заведениях не допускались, а в возрасте старше 13 лет допускались лишь в том случае, если не обязаны были более посещать школу. Удостоверением возраста малолетних служили рабочие книжки, выдаваемые полицейскими управлениями. С 13 до 14 лет малолетние могли работать не более 6 часов, а подростки до 16 лет — не более 10 часов в сутки. Работа должна была разделяться перерывами, для малолетних одним, продолжительностью не менее 1/2 часа, для подростков — тремя: на 1 час для обеда и по 1/2 часа для завтрака и после обеда. Для женщин старше 16 лет работа допускалась до 11 час. в сутки, по субботам же и накануне праздников — не более 10 час.; в течение рабочего дня для них обязателен один перерыв не менее как на 1 час, те же из работниц, которые ведут домашнее хозяйство, должны были по их заявлению отпускаться с работ за 1/2 ч до перерыва, если продолжительность его менее 1,5 часа.
Как для малолетних и подростков, так и для женщин рабочий день должен был начинаться не ранее 5:30 час. утра и оканчиваться не позднее 8:30 час. вечера, по субботам же и накануне праздников
— 5:30 часов пополудни. Период суток вне этого времени признавался ночью, когда работа всем вышесказанным категориям рабочих воспрещалась. Кроме этих общих ограничений и обязательного прекращения работ на воскресные и праздничные дни на общем для всех рабочих основании, женщинам воспрещалась подземная работа, а также работа в течение 4-х недель после родов, причём в следующие 2 недели они допускались к работе лишь в том случае, если представят разрешительное свидетельство врача.